# Bahnbetriebswerk (Dampflokomotiven)
Ein Bahnbetriebswerk, auch kurz Betriebswerk (abgekürzt Bw oder BW, abgekürzter Plural: Bw-en) im Zeitalter der Dampflokomotiven war für die Wartung der im Schienenverkehr eingesetzten Lokomotiven zuständig. Es hatte eine große Bedeutung für einen reibungslosen Betriebsablauf. Bahnbetriebswerke verfügten über eine Vielzahl von Anlagen, um diese Wartungsaufgaben erfüllen zu können. Die Bw benötigten deshalb viel Personal – sie stellten meistens einen der größten Arbeitgeber der Region dar. Wurden Lokomotiven in größerer Entfernung des Bahnbetriebswerkes eingesetzt, geschah dies in einem dem Betriebswerke angeschlossenen Lokbahnhof.
Die Geschichte und die heutige Bedeutung dieser Einrichtungen wird im Artikel Bahnbetriebswerk dargestellt.

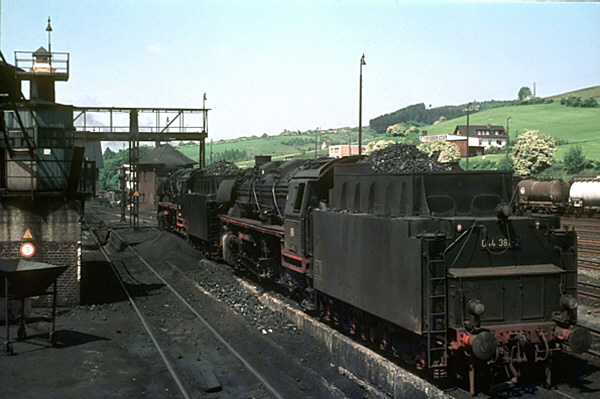
Lokbehandlungsanlagen im Bahnbetriebswerk Ottbergen, 1976

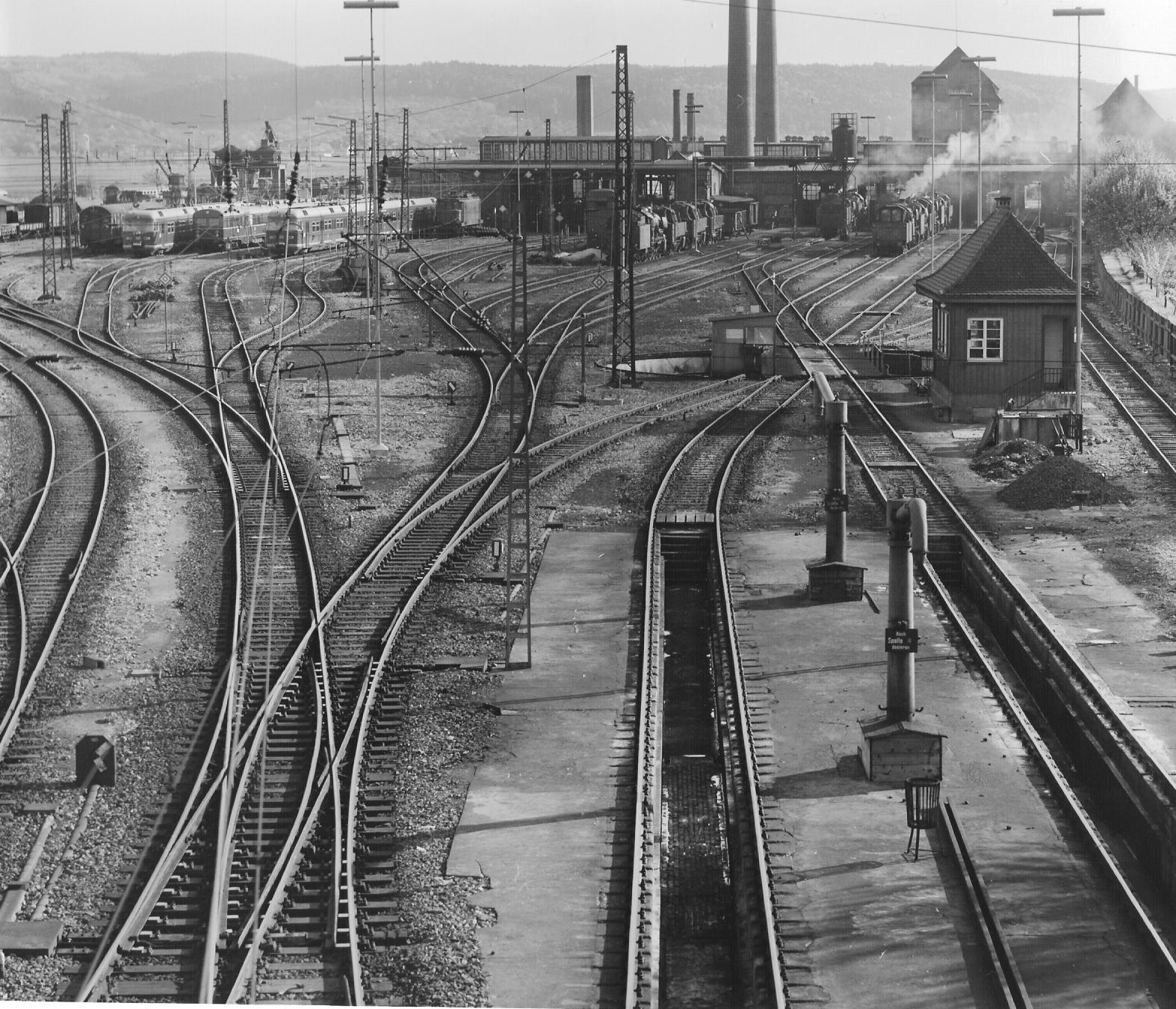
Bahnbetriebswerk Tübingen (Mai 1970)

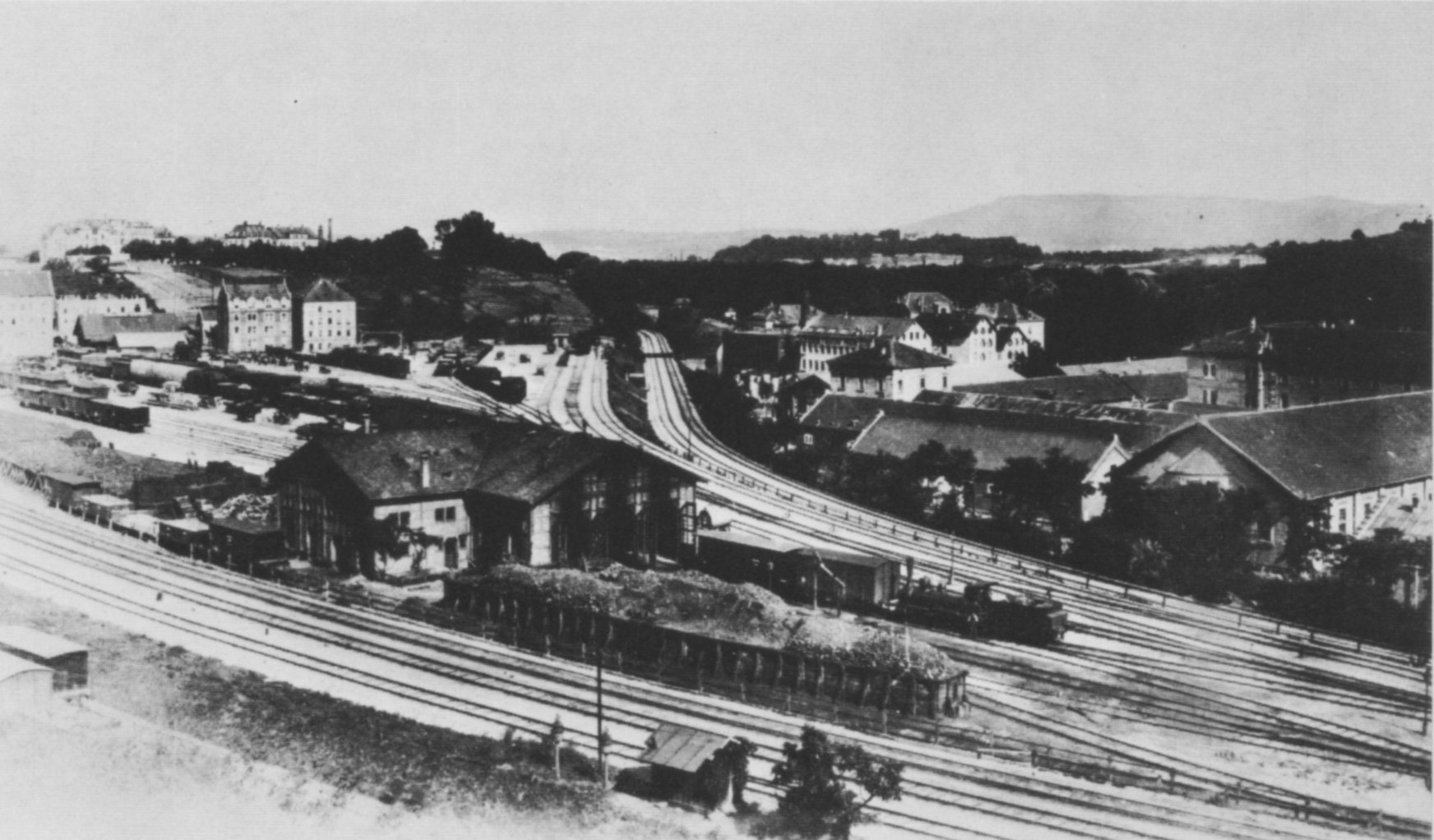
Lokomotivremise Bahnhof Stuttgart

## Aufgaben

### Aufrüsten

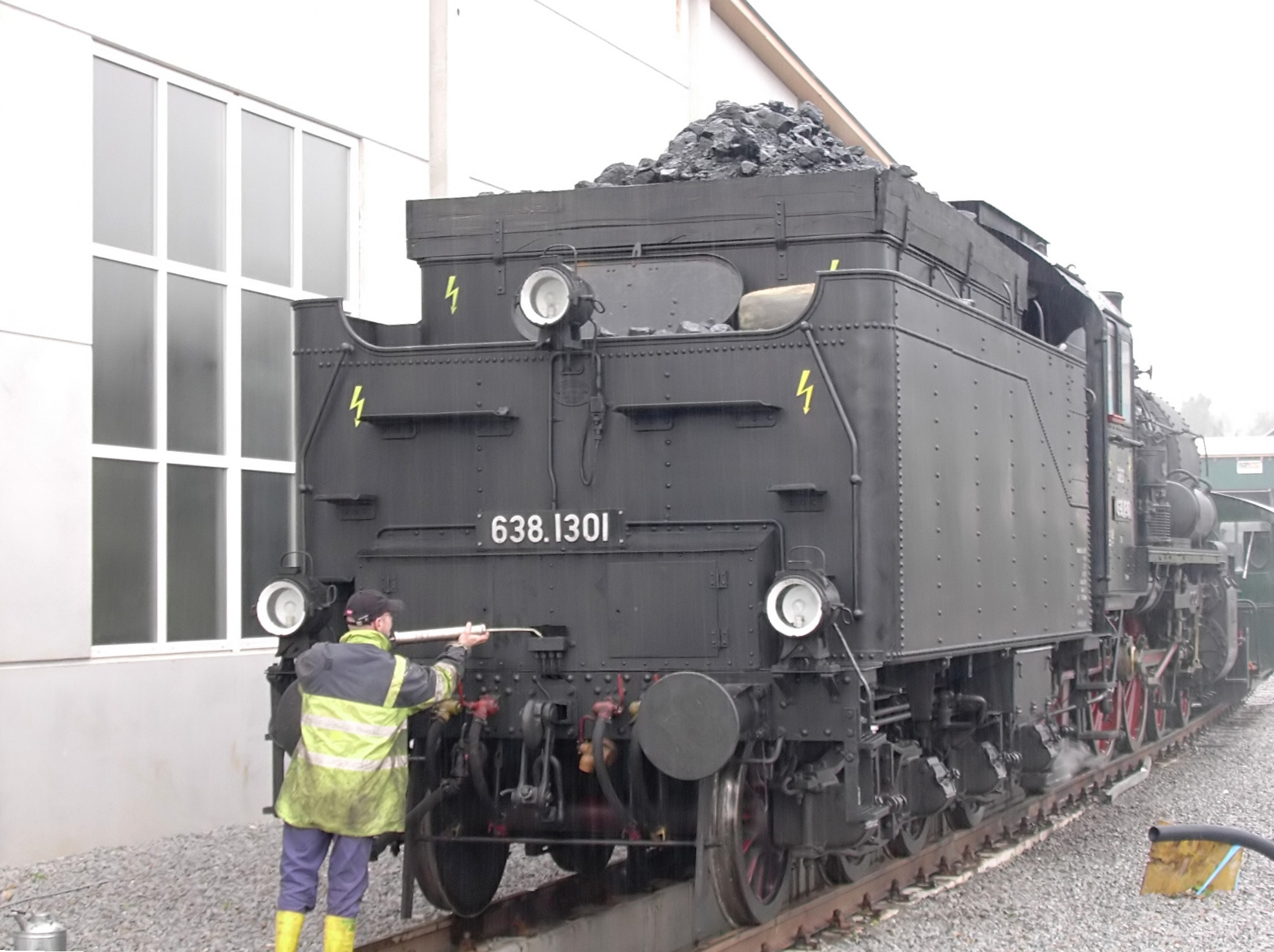
Versorgung der Schmierstellen einer Dampflok

Bevor eine Dampflok auf die Strecke durfte, musste das Lokpersonal viele Vorbereitungsarbeiten durchführen. Zum festgelegten Dienstantritt meldete sich das Lokpersonal – Lokführer und Heizer – bei der Lokleitung des jeweiligen Betriebswerkes. Dort bekamen sie die Schlüssel zu ihrer Lokomotive, ein Reparaturbuch, einen Strecken- und Fahrplan sowie ein Verzeichnis der Langsamfahrstellen. Nach Erledigung aller Formalitäten gingen Lokführer und Heizer zu ihrer Dampflok, die entweder im Lokschuppen oder auf einem Freigleis abgestellt war. Nach der Besteigung des Führerstandes begann der Lokführer mit den wichtigsten Kontrollen: Reglerprüfung, Dichtigkeit der Ventile, Wasserstandsanzeigen und Bremstest. Der Heizer kontrollierte die Ausrüstung sowie die Brennstoffvorräte. Erst nach Durchführung dieser Kontrollen begann das Personal mit seiner eigentlichen Aufgabe.
Der Heizer begann mit dem Anheizen der Lok, dann fuhr die Dampflok zu einer Untersuchungsgrube. Während der Lokführer unter der Lok nach etwaigen Schäden suchte, musste der Heizer – ausgerüstet mit Ölkanne und Ölspritze – alle Schmierstellen der Lok versorgen (siehe Bild).
Waren alle Kontrollen durchgeführt und der Betriebsdruck des Kessels erreicht, konnte die Lok aus dem Lokschuppen fahren und sich auf die Drehscheibe begeben. Nach Freigabe der Gleise durch das Stellwerk trat die Lok offiziell ihren Dienst an und begab sich auf die Strecke.

### Abrüsten

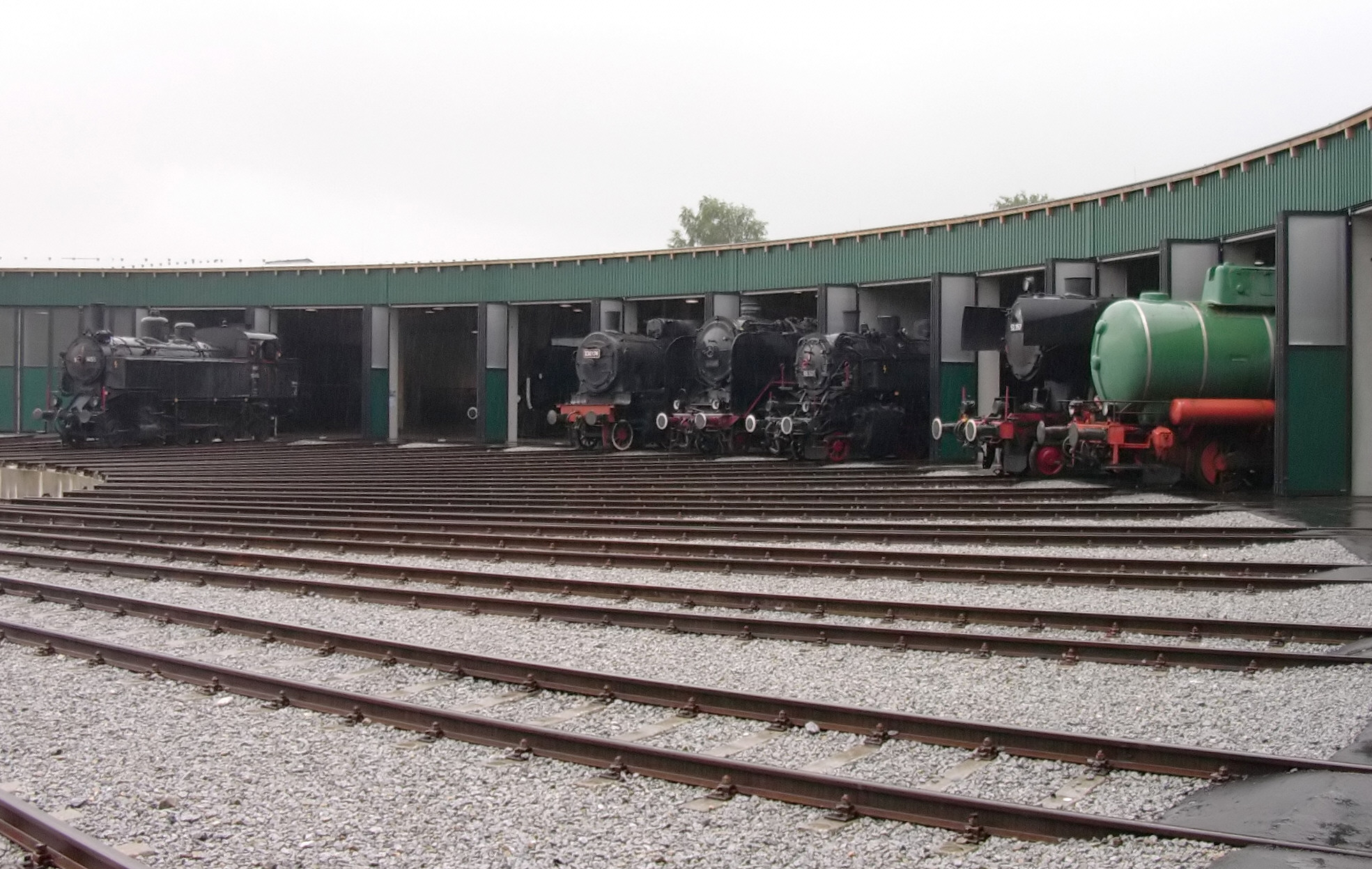
Ein Ringlokschuppen

Auf den letzten Kilometern bis zum Endbahnhof begann der Heizer bereits mit dem Abrüsten, indem er das Feuer je nach Streckenerfordernis langsam herunterbrennen ließ. Nach Ankunft des Zuges an der Endstation bzw. dem planmäßigen Ende des Lok-Laufweges stellte der Heizer bei Personenzügen fallweise die Dampfheizung ab und die Lokomotive wurde vom Zug abgekuppelt und fuhr zum Betriebswerk. Dort wurden zuerst in der Bekohlungsanlage die Kohlevorräte aufgefüllt. Für Maschinen mit Öl- und Kohlestaubfeuerung gab es in den Betriebswerken, die derartige Maschinen beheimateten oder sie versorgten, entsprechende Bunkeranlagen. Danach rollte die Maschine zu einer Schlackegrube, wo der Kessel durch Betriebsarbeiter ausgeschlackt wurde, indem die Verbrennungsrückstände (Asche und Schlacke) aus der Feuerbüchse entfernt, in der Grube abgelöscht und zwischengelagert wurden. Das Ausschlacken war eine ziemlich schmutzige Arbeit. Nach dem vollständigen Ausschlacken ging es weiter zum Wasserkran, wo die Wasservorräte ergänzt wurden. Die nächste Station war die Besandungsanlage zur Auffüllung der Bremssandvorräte, was bei kleineren Betriebswerken in Handarbeit – mit Hilfe von Leitern und Eimern – an dem zuoberst auf dem Kessel befindlichen Sanddom ausgeführt wurde.
Nachdem die Lokomotive so für den nächsten Einsatz betriebsbereit war, wurde sie entweder im Lokschuppen oder auf einem Freigleis abgestellt und vom Heizer noch gereinigt. Reparaturen wurden vom zuständigen Personal während der Ruhezeit erledigt. Maschinen, die kurzfristig wieder eingesetzt werden sollten, wurden warm abgestellt, wofür ein Schuppenheizer in der Feuerbüchse ein Ruhefeuer unterhielt.

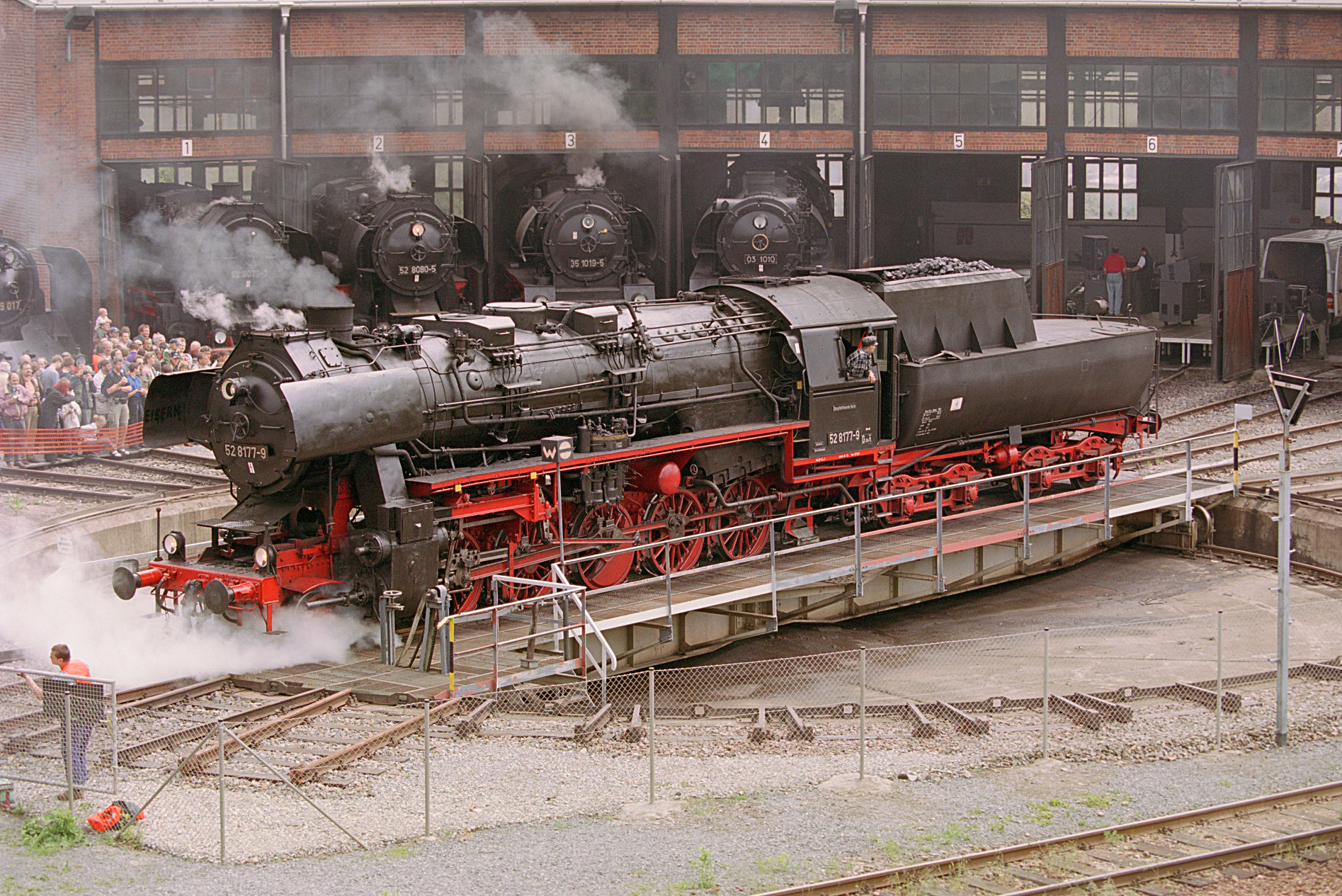
Eine Lokomotive der Baureihe 52.80 auf der Drehscheibe im Eisenbahnmuseum Bw Dresden-Altstadt

### Auswaschen
Der Kessel einer Dampflok musste in regelmäßigen Abständen von Verdampfungsrückständen gereinigt werden. Dies geschah im Bahnbetriebswerk zu genau festgelegten Terminen. Wie weit zwei Termine auseinander lagen, bestimmten die Qualität des Kesselspeisewassers, die Häufigkeit der Einsätze und die Beanspruchung der Lok durch die jeweils befahrenen Strecken. Das Auswaschen einer Dampflokomotive bestand aus sechs Arbeitsschritten:
Zuerst musste der Dampf und nach dem Abkühlen des Kessels das Wasser im Kessel abgelassen werden. Danach konnte mit der Reinigung des Kessels begonnen werden, wobei durch spezielle Waschluken außen an der Kesselwand mit einem scharfen Wasserstrahl die auf dem Kesselboden befindlichen Kalkablagerungen und der Schlamm in Schlammsammeleinrichtungen gespült wurden. Anschließend wurde der Stehkessel von oben nach unten ausgewaschen. Notfalls mussten übermäßige Kalkanhaftungen abgestoßen werden. Danach wurde der Kessel gefüllt und wieder angeheizt.
Bereits während der letzten Fahrt der Lok vor der festgelegten Reinigung begannen die Vorbereitungen für das Auswaschen.

### Frist- und Planarbeiten
Während die Betriebsarbeiter mit dem Auswaschen einer Lokomotive beschäftigt waren, erledigten Schlosser Frist- und Planarbeiten. Diese Arbeiten waren notwendig, um die Maschine zwischen den Hauptuntersuchungen möglichst lange betriebsfähig zu halten. Um die Abstellzeit der Maschine möglichst kurz zu halten, wurden diese Arbeiten über das ganze Jahr verteilt. Zu den wichtigsten Arbeiten gehörten dabei die halbjährliche Bremsrevision, das vierteljährliche Standprüfverfahren und eine jährliche Hauptbremsenuntersuchung. Sonstige Arbeiten sind in der nachfolgenden Tabelle angeführt.
| Arbeit                                              | Frist                   |
| --------------------------------------------------- | ----------------------- |
| Bremsprüfung                                        | nach spätestens 4 Tagen |
| Betriebsbremsprüfung                                | täglich                 |
| Sandstreuer reinigen                                | nach spätestens 4 Tagen |
| Achslager schmieren                                 | nach spätestens 4 Tagen |
| Ölstellen kontrollieren                             | nach spätestens 4 Tagen |
| Zentralschmierung prüfen                            | nach spätestens 4 Tagen |
| Kuppelkasten reinigen und Ölleitungen kontrollieren | nach spätestens 4 Tagen |
| Schlingerkeile und Stehkesselträger ölen            | nach spätestens 4 Tagen |
| Federspannschrauben und Ausgleichhebel prüfen       | täglich                 |
| Bremsgestänge schmieren, Ölbohrungen reinigen       | nach spätestens 4 Tagen |
| Treibstangenlager schmieren                         | nach spätestens 4 Tagen |
| Stangenlager und Gelenkbolzen prüfen                | täglich                 |
| Steuerung überprüfen                                | nach spätestens 4 Tagen |
| Spurkranzschmierung prüfen                          | nach spätestens 4 Tagen |

| Arbeit                                                                                       | Frist                   |
| -------------------------------------------------------------------------------------------- | ----------------------- |
| Werkzeuge und Geräte überprüfen                                                              | nach spätestens 4 Tagen |
| Kesselspeiseeinrichtungen prüfen                                                             | nach spätestens 4 Tagen |
| Entwässerungsventile überprüfen                                                              | nach spätestens 4 Tagen |
| Dampf- und Warmwasserleitungen überprüfen                                                    | nach spätestens 4 Tagen |
| Feuerbüchse kontrollieren                                                                    | täglich                 |
| Wasserstandsanzeiger prüfen                                                                  | täglich                 |
| Abschlammeinrichtungen prüfen                                                                | täglich                 |
| Kesselsicherheitsventile prüfen                                                              | täglich                 |
| Aschkasten- und Rauchkammerspritze prüfen                                                    | nach spätestens 4 Tagen |
| Rauchfänger und Funkenfänger überprüfen                                                      | täglich                 |
| einfache Dichtigkeitsprüfung durchführen                                                     | nach spätestens 4 Tagen |
| Federspannschrauben, Drehzapfen, Tragfedern, Achslager und Schmierstellen des Tenders prüfen | nach spätestens 4 Tagen |
| Kontrolle der Trieb- und Kuppelstangen                                                       | 180 Tage                |

### Sondereinsatzzüge
Neben der Wartung aller Lokomotiven sind einige Bahnbetriebswerke auch für die Unterhaltung von Sondereinsatzzügen zuständig. Die wichtigsten Einheiten sind Hilfszüge bzw. Dienstextrazüge (Schweiz) (z. B. zum Wiederaufgleisen von entgleisten Fahrzeugen) und Schneeräumfahrzeuge. Außerdem gab es Feuerlöschzüge, um Brände (durch z. B. Funkenflug aus der Lok) am Bahndamm und in der nahen Umgebung so schnell wie möglich löschen zu können. Für den reibungslosen Ablauf in einem Bahnbetriebswerk werden Schlepp- bzw. Rangierlokomotiven benötigt, die Waggons und nicht fahrbereite Triebfahrzeuge bewegen. Fast jedes Bahnbetriebswerk hatte verschiedenste Sonderfahrzeuge.

## Anlagen

### Betriebsanlagen
Für die Wartung einer Dampflokomotive brauchte man eine Vielzahl unterschiedlicher Anlagen.

#### Wasserversorgung
Der Betrieb von Dampflokomotiven verbraucht neben Kohle oder Öl auch große Mengen Kesselwasser. Deshalb spielte die Wasserversorgung eines Betriebswerks eine wichtige Rolle. Um dies gewährleisten zu können, hatten fast alle Bahnbetriebswerke ein eigenes Bahnwasserwerk. Diese Wasserwerke waren mit verschiedenen Anlagen zur Wassergewinnung ausgestattet (Pumpen, Leitungen, Wasserbehälter und Entnahmestellen). Manche Bahnbetriebswerke hatten zwei verschiedene Wasserwerke: Ein Bahnwasserwerk, das Nutzwasser für den Betrieb der Maschinen bereitstellte und ein Trinkwasserwerk, das Wasser für die Angestellten des Betriebswerks speicherte. Durch den Anschluss an das regionale Wassernetz entfielen bei vielen Bahnbetriebswerken die Trinkwasserwerke. Das Wasser wurde aus Quellen, Brunnen und Teichen entnommen und anschließend gereinigt. Nutzwasser für den Betrieb von Dampflokomotiven musste ein hohes Maß an Qualität erfüllen können. Deshalb entwickelten die Bahnwasserwerke eigene Filteranlagen, die das Wasser für den Betrieb brauchbar aufbereiteten. Insbesondere waren der Salzgehalt und der Härtegrad des Wassers für die Verwendbarkeit ausschlaggebend.

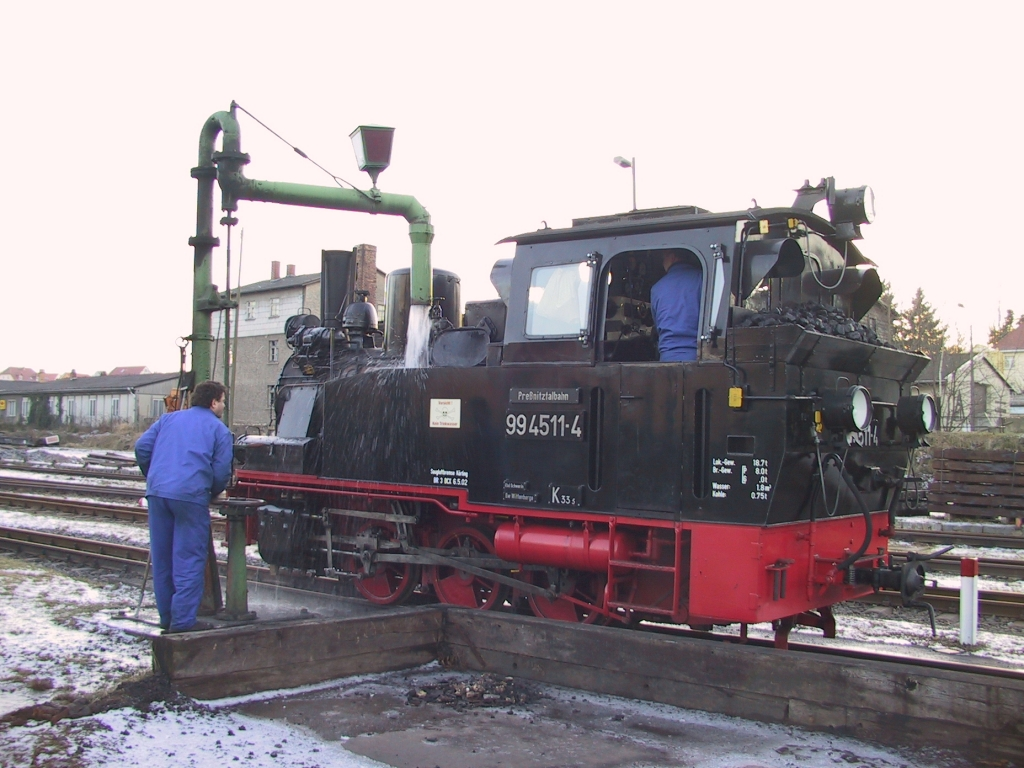
Dampflok nimmt Wasser von einem Wasserkran auf

Nach der Reinigung des Nutzwassers wurde es in einen Wasserturm gepumpt und dort gespeichert. Diese Anlagen hatten unterschiedliche Formen, es gab keine einheitliche Bauform. Alle Wassertürme besaßen mehrere Steig- und Fallrohre. Die Wassertürme versorgten alle Anlagen mit Nutzwasser, darunter auch die Wasserkräne. Mit Hilfe dieser Vorrichtungen wurden die Wasservorräte von Dampflokomotiven ergänzt (entweder Tender oder Wasserkasten). Wasserkräne befanden sich meistens in der Nähe der Untersuchungsgruben oder bei der Bekohlungsanlage. Es gab auch hierbei unterschiedlichste Bauformen, allerdings wurden sie nach und nach durch Einheitsbauformen ersetzt.
Größere und mittlere Bahnbetriebswerke besaßen ein eigenes Labor, das die Wasseraufbereitung ständig überwachte, ganz besonders wurde dabei die Aufbereitung des Kesselspeisewassers überprüft. Das Labor bestimmte den Salzgehalt, den pH-Wert und die Zusammensetzung des Kesselspeisewassers. Das Lokpersonal hatte dem Labor in regelmäßigen Abständen Proben des Kesselspeisewassers zu bringen. Neben den Wasserkontrollen war das Labor auch für die Kontrolle von angelieferten Schmierölen und Fetten zuständig.

#### Lokschuppen

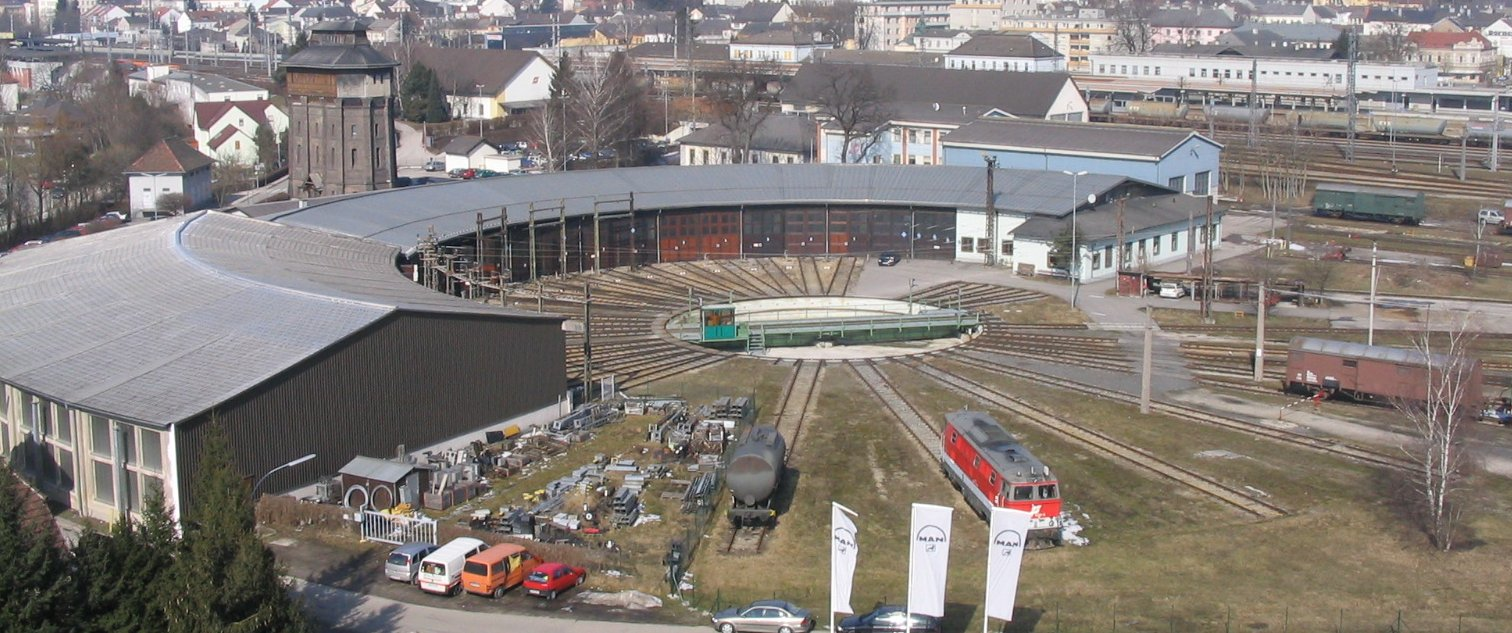
Ringlokschuppen am Bahnhof Amstetten

Jedes größere Betriebswerk hatte einen eigenen Ringlokschuppen mit einer Drehscheibe. Die Lokomotiven wurden auf der Drehscheibe gewendet und im Lokschuppen abgestellt. Diese waren beheizbar, denn die Dampfloks durften nicht vollständig auskühlen, da sonst das Anheizen zu lange dauerte. Zum Bewegen kalt abgestellter Dampflokomotiven waren auch meist Lokomotivverzugwinden installiert. Es war bei fast allen Bahngesellschaften vorgeschrieben, mindestens 75 Prozent aller Lokomotiven im Lokschuppen abstellen zu können, der Rest wurde auf Freigleisen abgestellt. Große Betriebswerke hatten auch oft zwei oder drei Ringlokschuppen mit den dazugehörigen Drehscheiben. Der Ringlokschuppen war allerdings von der Drehscheibe abhängig, bei einem Ausfall konnten die Loks nicht aus dem Schuppen gefahren werden. Die Drehscheibe hatte deshalb einen Notantrieb (mit Druckluft). Im Laufe der Zeit entwickelte man eine Einheitsbauart mit 26 Metern Bühnenlänge. Drehscheiben waren immer der Witterung ausgesetzt und mussten in regelmäßigen Abständen gewartet werden. Eigentlich hätte auch jedes Bahnbetriebswerk mit Drehscheibe über ein Gleisdreieck verfügen sollen, um bei Ausfall der Drehscheiben, die meist sehr stark belastet wurden, die Lokomotiven weiterhin wenden zu können. Da Gleisdreiecke allerdings sehr viel Platz benötigten, kamen sie nur selten vor. Kleinere Betriebswerke hatten oft nur einen Rechteckschuppen, der mit Hilfe von Weichen erreicht werden konnte. Bei jedem Bahnbetriebswerk musste genug Baugrund vorhanden sein, um es nach allen Seiten hin ausbauen zu können. Kleinere Wartungsarbeiten wurden im Lokschuppen selbst durchgeführt, für sonstige Ausbesserungs- und Wartungsarbeiten war meistens auch noch eine Lokwerkstatt vorhanden, bei der sich meist auch ein Überladekran befand, mit dem die schweren Ersatzteile bewegt werden konnten.

#### Besandungsanlage

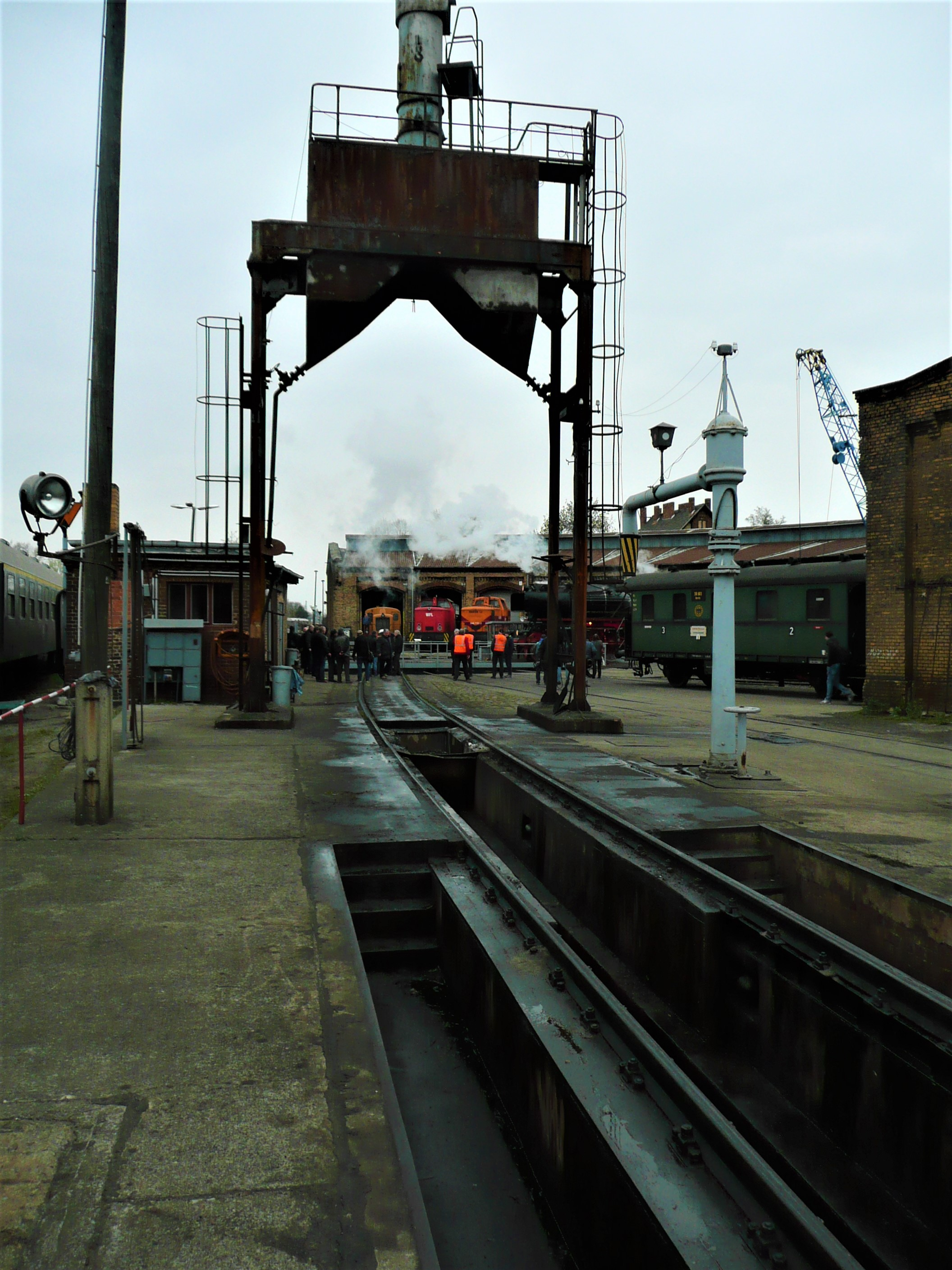
Besandungsanlage im Betriebswerk Schöneweide

Für einen störungsfreien Eisenbahnbetrieb ist eine ausreichende Haftreibung zwischen Rad und Schiene notwendig. Dampflokomotiven verfügten deshalb über einen oder zwei Sandbehälter auf dem Kesselscheitel, die an Besandungsanlagen gewartet wurden. Diese hatten einen Hochbunker oder einen Besandungsturm und ein Vorratslager für den aufbereiteten Sand. An einem Besandungsturm wurde ein Teleskoprohr in den Sandbehälter der Lokomotive eingeklinkt und dieser dann nach Bedarf aufgefüllt. Betriebswerke hatten typischerweise einen Sandvorrat für etwa 30 Tage.

#### Bekohlungsanlage

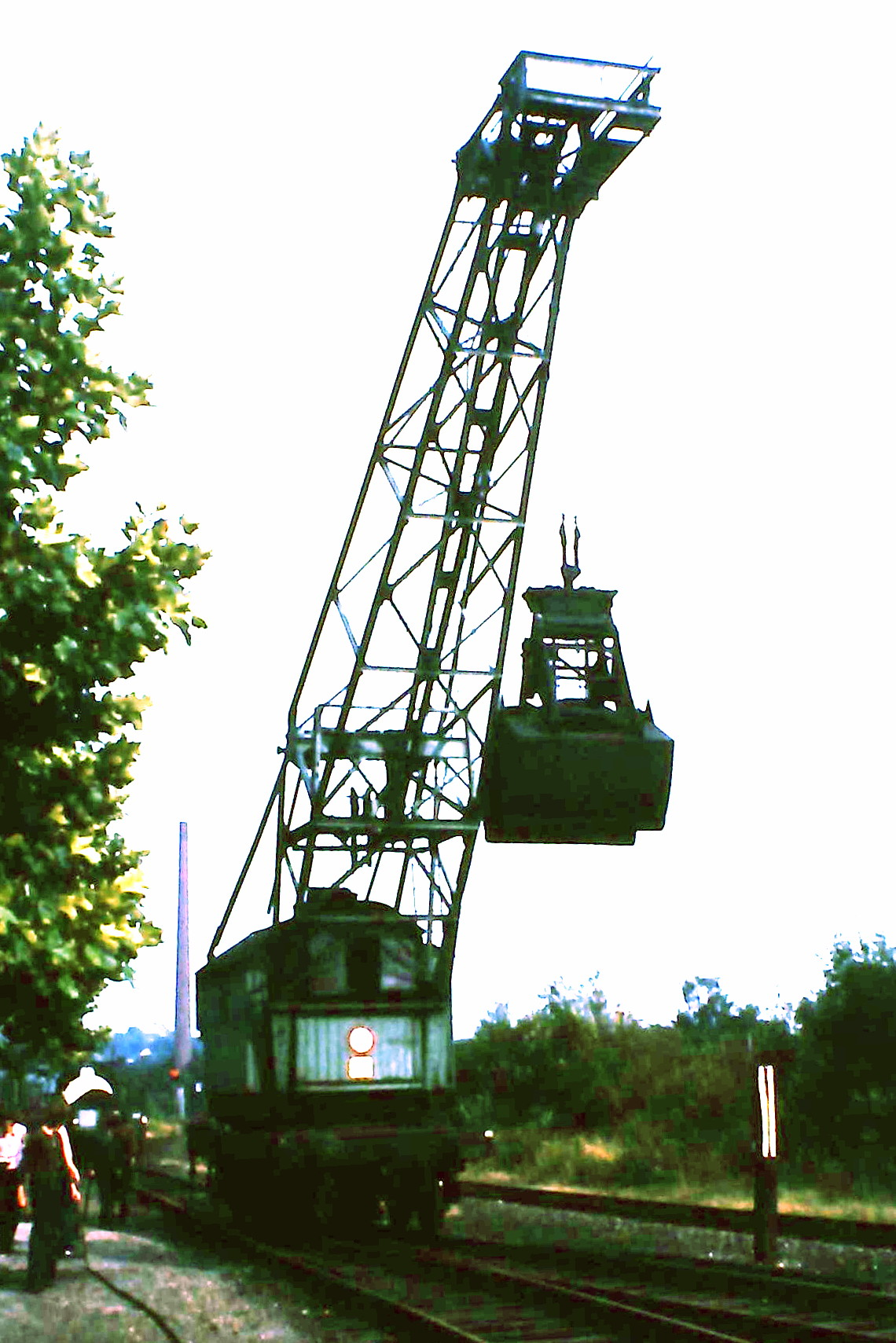
Bekohlungskran im Bahnbetriebswerk Bochum-Dahlhausen (1974)

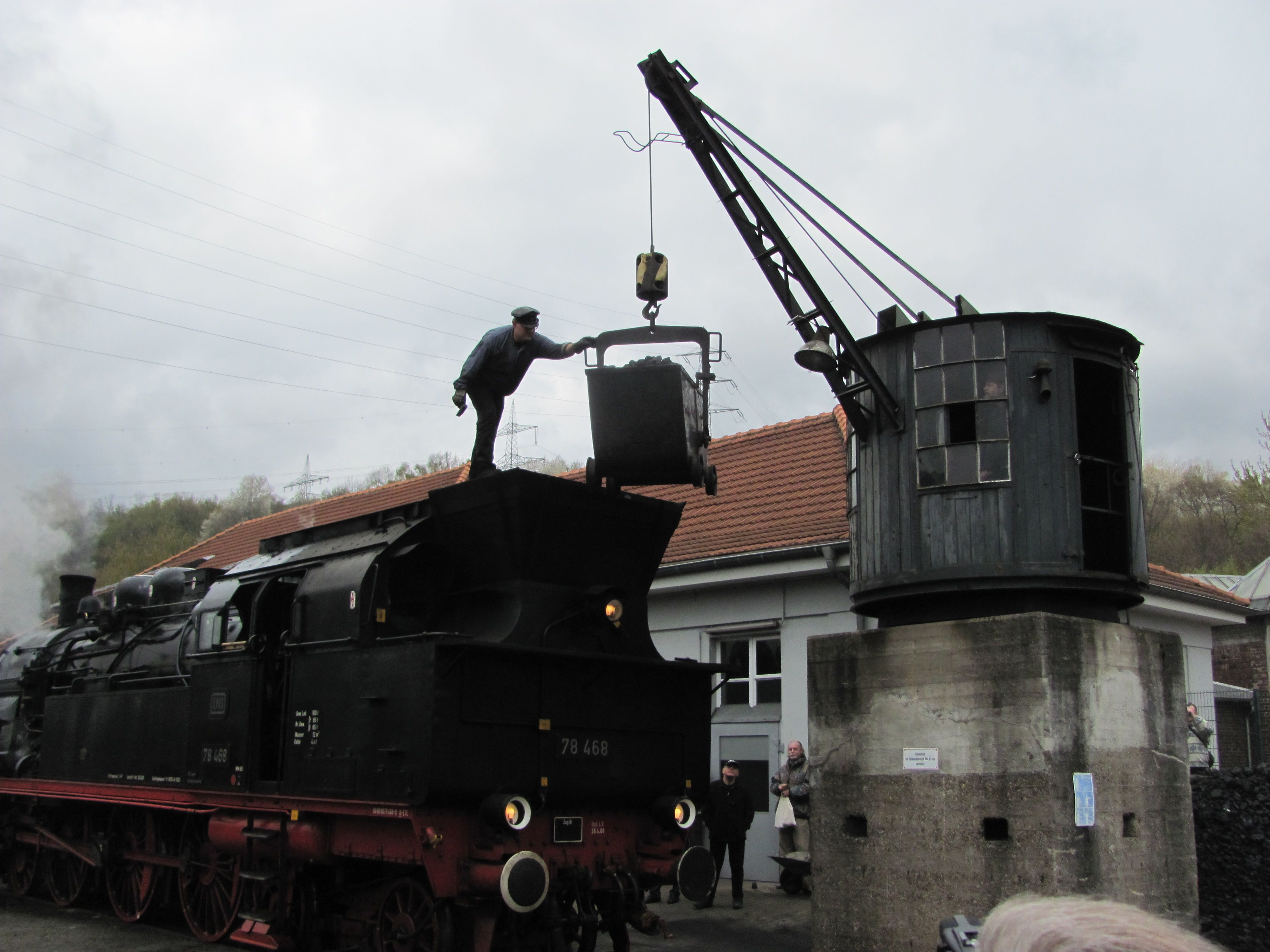
Bekohlung einer Lokomotive im Eisenbahnmuseum Bochum-Dahlhausen

Jedes Bahnbetriebswerk verfügte über eine oder mehrere Bekohlungsanlagen (Kohlebansen), die für die Zuführung und Entladung der Kohle zuständig waren. Außerdem musste sie den Brennstoff lagern und die Auffüllung der Brennstoffvorräte der Lokomotiven durchführen. Bekohlungsanlagen gab es in unterschiedlichen Bauarten und Größen, wobei diese beiden Kriterien von der täglichen Brennstoffabgabe an die Dampflokomotiven abhingen. Die Anlieferung des Brennstoffes erfolgte per Bahn, entweder mit normalen Güterwaggons oder mit speziellen Selbstentladewagen. Die Kohle wurde in großen Kohlebansen gelagert, diese hatten meistens Seitenwände aus Beton (bei kleineren Betriebswerken bestanden diese aus alten Schwellen und Gleisstücken). Jedes Bahnbetriebswerk lagerte den täglichen Brennstoffbedarf in einem Hauptbansen, die restliche Kohle lagerte in einem oder mehreren Reservebansen.
Die Abgabe der Kohle (Braunkohle, Anthrazitkohle, Briketts) an die Dampflokomotiven konnte auf unterschiedliche Weise erfolgen. Viele Betriebswerke brachten die im Bansen eingelagerte Kohle mit verfahrbaren Blechbehältern, auch Kohlenhunde genannt, auf einem eigenen Feldbahngleis zu einem stationären, drehbaren Kran, der den mit Kohle beladenen Hunt dort anhob und den Inhalt in den Tender der Lok kippte. Diese Art der Lokbekohlung war die Standardausführung kleiner bis mittelgroßer Bahnbetriebswerke. Große Betriebswerke der ausgehenden Länderbahnzeit hatten beispielsweise hochgelagerte oder aufgeschüttete Kohlenlagerstätten (Preußen und Bayern), aus denen mittels fahrbarer Hunte die Kohle an der Stürzbühne in den Tender gekippt wurde. Kleine Lokstationen kannten das Prinzip der Stürzbühne auch, nur hier waren die Dimensionen viel kleiner und als Kippbehälter nutzte man in der Regel große Bastkörbe. Große Bahnbetriebswerke erhielten zur Beschleunigung der Kohleabgabe große maschinelle Anlagen, in der Regel Wiegebunker mit trichterförmigen Aufnahmebehälter in Verbindung mit einem separaten, fahrbaren Greiferdrehkran, der die Kohle aus dem Bansen in den Trichter umlud. Die Trichter, oft zwei, vier oder sogar sechs (HH-Altona) besaßen Wiegevorrichtungen zum Feststellen der abgegebenen Kohlenmenge und waren mit Verriegelungen versehen. Wurde diese entfernt, rieselte die Kohle in den Tender der Lokomotiven. Alternativ zum stationären Drehkran mit Hunten wurden in einigen kleinen und mittleren Betriebswerken ab der Epoche III mobile Bagger oder modernere Schrägbekohlungsanlagen errichtet. Der Kohletransport erfolgte ebenfalls mit fahrbaren Kohlehunten. Deren Kohle wurden dann am Schrägaufzug in den hochziehbaren Behälter des Aufzugs abgekippt. Alternativ gab es hauptsächlich im süddeutschen Raum und in Österreich Kohleaufzüge, bei denen die Hunte in eine Art Aufzug geschoben, hinaufgezogen und dann gekippt wurden – so rieselte die Kohle ebenfalls in den Tender der Dampflokomotive. Die Möglichkeiten der Lokbekohlung war im Laufe der Zeit sehr variantenreich und wurde technisch stets den Erfordernissen der Entwicklung der Dampflokomotiven angepasst – von der Handbekohlung in der Epoche I bis zur mechanischen Großbekohlung bis in die Epoche II und III hinein.

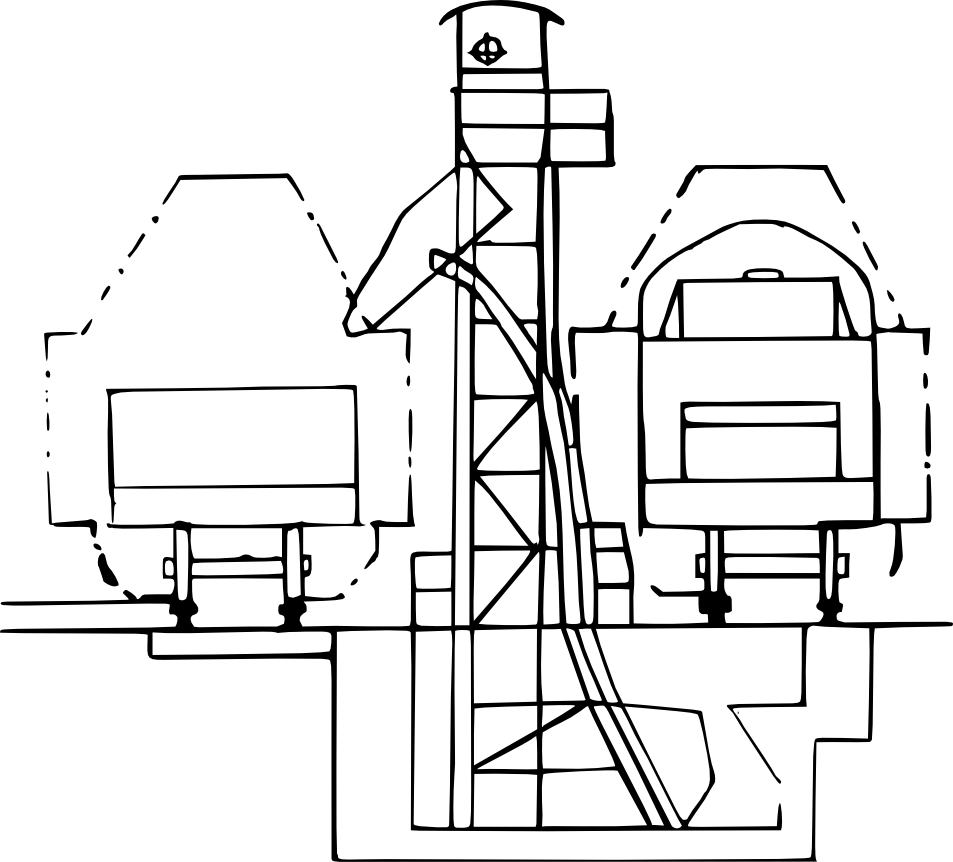
Schema einer Entschlackungsanlage mit Schrägaufzug

#### Entschlackungsanlage
Bei der Ausschlack- bzw. Entschlackungsanlage wurden beim Abrüsten einer Dampflok Rost, Aschkasten und Rauchkammer gereinigt, denn beim Verbrennungsvorgang von Kohle blieben bis zu 20 Prozent Verbrennungsrückstände übrig. Diese wurden mit verschiedenen Hilfsmitteln (Kratzer, Haken und spezielle Kratzbürsten) abgeschabt und in die Schlackengrube oder in eiserne Schlackenbehälter gegeben, um die glühenden Reste dort mit Wasser abzulöschen. Die nach der Reinigung übrig gebliebene Schlacke wurde in einer Grube oder in der versenkten Schlackebehältergrube mittig des Gleises so lange gelagert, bis sie geleert wurde. Dies erfolgte in kleinen Lokstationen mit wenigen Lokentschlackungen am Tage per Hand. Bahnbetriebswerke benötigten dagegen je nach Größe ihrer Anlage und nach Anzahl der zu entschlackenden Lokomotiven maschinelle Anlagen zum raschen Entleeren der Schlackeaufnahmebehälter. Das waren oft Bockkräne zum Herausheben der verfahrbaren Schlackebehälter (auch Schlackenhunte genannt) oder sofort mit einem Schrägaufzug in einen bereit stehenden offenen Güterwagen abgekippt, mit dem sie abtransportiert wurde (siehe Bild rechts). Große Bahnbetriebswerke verfügten über Schlackensümpfe und -kanäle, die mit dem Greiferdrehkran für die Bekohlungsanlage geleert wurden.
Die Ausschlackanlagen befanden sich als spezielles Schlackegleis im Freien und waren stets mit der Wasserversorgung der Lokomotive kombiniert, denn während der langen Zeit des Ausschlackens konnte man bequem die Wasservorräte der Dampflok mit Hilfe eines drehbaren Wasserkrans wieder auffüllen. Die Größe einer Ausschlackanlage war so ausgelegt, dass in den Verkehrsspitzenzeiten je nach Bw-Größe gleichzeitig mehrere Dampflokomotiven entschlackt werden konnten. Daher gab es Ausschlackplätze für nur eine oder bis zu vier Lokomotiven, die dann auf zwei Parallelgleisen ihren Platz fanden.

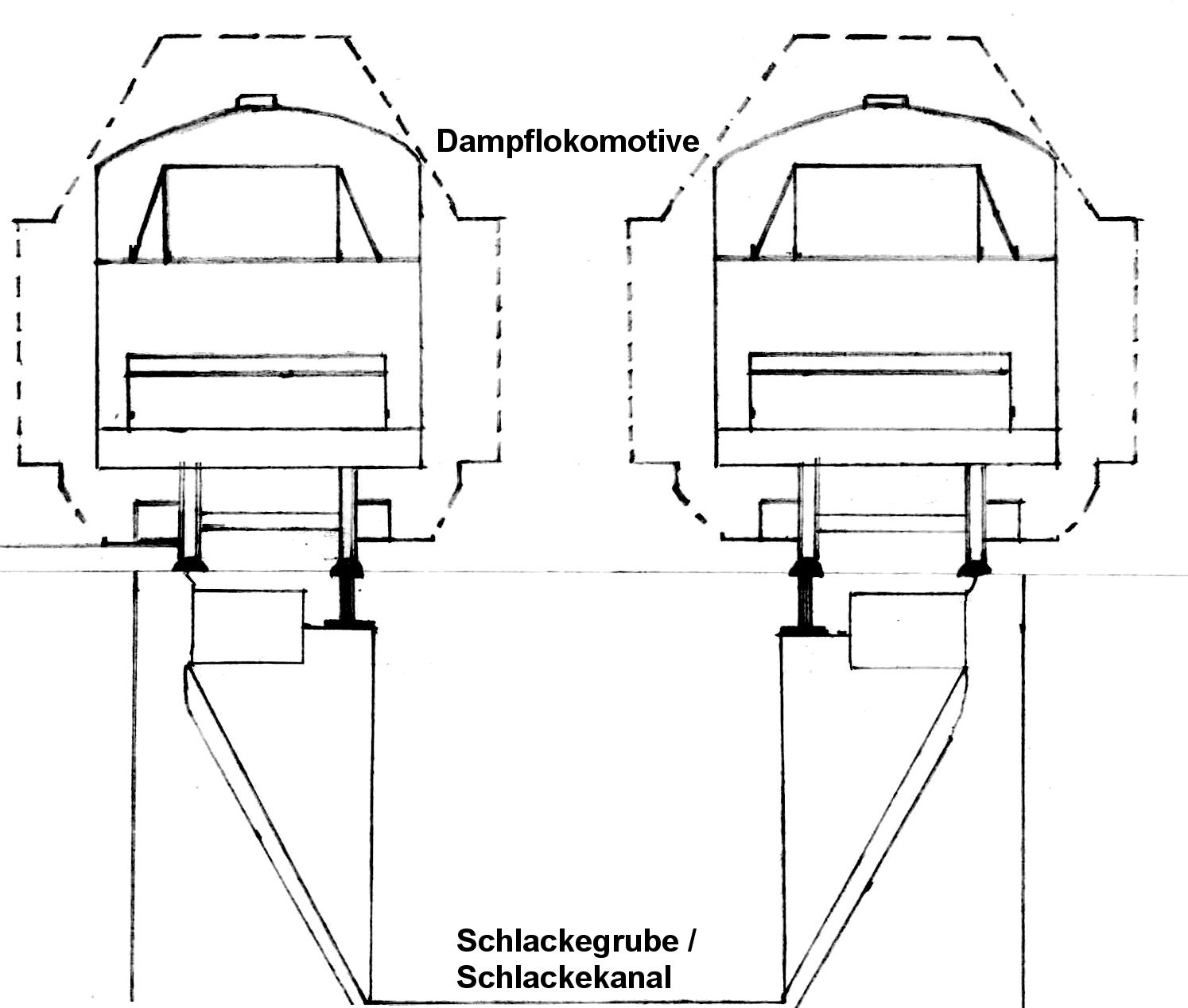
Schema einer Schlackegrube

#### Ausblasvorrichtungen
Während des Betriebs lagerten sich in den Heiz- und Rauchrohren unverbrannte Kohlestückchen, Asche und Schlackepartikel ab, weshalb diese Rohre in festgelegten Abständen ausgeblasen werden mussten. Üblicherweise erfolgte diese Prozedur nach 500 bis 1.000 Laufkilometern der Maschine. Die Ausblasvorrichtung bestand aus einer fahrbaren Arbeitsbühne und einer Röhre. In dieses Rohr wurde Druckluft gepumpt, anschließend wurden damit alle Heiz- und Rauchrohre ausgeblasen. Für diese Tätigkeit gab es eigene Angestellte, die Ausführung dieser Arbeit erfolgte auf einem bestimmten Freigleis. Das Ausblasen aller Rohre konnte bis zu einer Stunde dauern, eine 01.5 hatte bis beispielsweise 168 Heiz- und Rauchrohre.

#### Auswaschstand
Die Kessel der Dampflokomotiven mussten in regelmäßigen Abständen gereinigt werden. Obwohl das Kesselspeisewasser aufwändig gefiltert wurde, waren einige chemische Verbindungen enthalten, die nicht vollständig verdampften. Diese Verbindungen setzen sich in weiterer Folge als Schlamm und Kesselstein ab, was zur Verstopfung der Rohre führen konnte, den Wärmeübergang im Kessel behinderte und somit zu einer Gefährdung beim Betrieb der Maschine führte. Aus diesem Grund musste der Kessel entweder alle zehn bis 14 Tage oder nach 2.000 Kilometern Laufleistung bei Schnellzugloks und 1.500 bei Güterzugloks ausgewaschen werden. Das Kaltauswaschen des Kessels dauerte bis zu 14 Stunden, beim Heißauswaschen brauchte man zusätzlich eine spezielle Auswaschanlage. Für diesen Arbeitsgang gab es im Lokschuppen ein eigenes Auswaschgleis mit einem Auswaschkanal, jedes Bahnbetriebswerk hatte ein weiteres Auswaschgleis außerhalb des Lokschuppens. Das verwendete Wasser floss in diesen Kanal und konnte bei Bedarf für andere Zwecke verwendet werden.

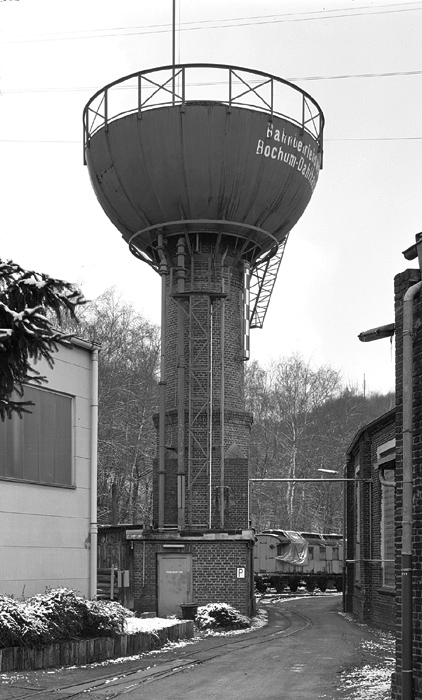
Wasserturm im Eisenbahnmuseum Bochum-Dahlhausen
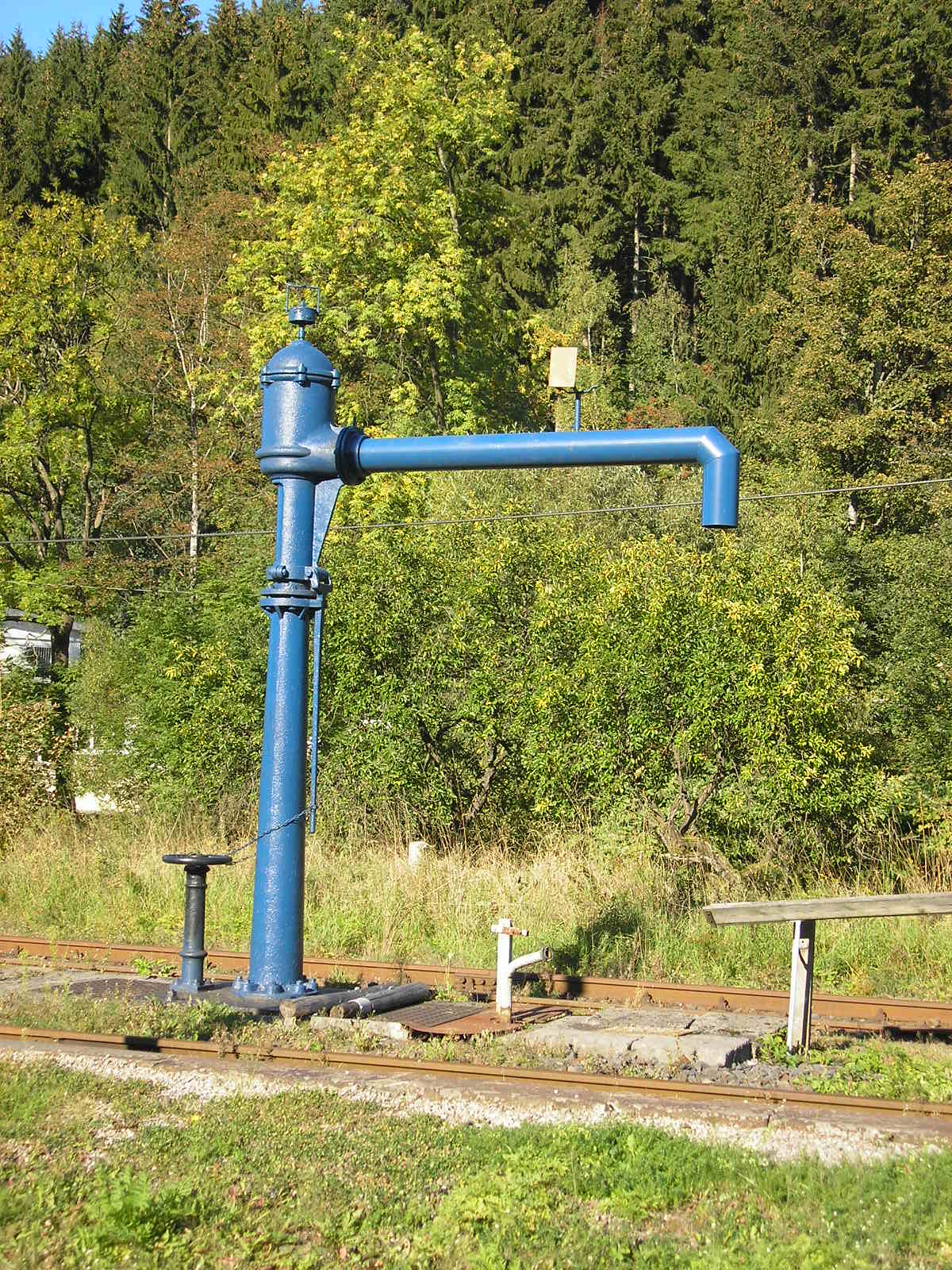
Wasserkran in Stützerbach

### Technische Anlagen
Neben den Betriebsanlagen besaß jedes Bahnbetriebswerk noch zahlreiche technische Anlagen. Dazu gehörten beispielsweise Schiebebühnen und Drehscheiben. Sehr wichtig waren auch Achssenken. Diese waren meist im Lokschuppen oder in der Werkstatt untergebracht. Durch diese Maschinen konnte das Wechseln von Achsen relativ einfach durchgeführt werden. Es gab viele verschiedene Bauformen, weshalb eine Einheitsbauart einwickelt wurde. Mit Hilfe einer Achssenke konnte der Ein- und Ausbau einer Achse in nur einer halben Stunde durchgeführt werden.
Für kleinere Ausbesserungsarbeiten verfügten die Werkstätten der Bahnbetriebswerke auch über eigene Radsatzdrehbänke. Ein erhöhter Verschleiß der Radreifen machte nämlich Umrissbearbeitungen vor den festgesetzten Ausbesserungswerkaufenthalten notwendig. Jede Werkstatt war außerdem mit einem umfangreichen Werkzeugsortiment ausgestattet. Bei mittleren und größeren Bahnbetriebswerken wurde die Werkstatt in verschiedene Abteilungen gegliedert. So gab es eine eigene mechanische Werkstatt, eine Schmiede, eine Werkzeugfertigung, eine Schlosserei, eine Gießerei und eine elektrische Werkstatt (diese hatte jedoch wenig Bedeutung). Des Weiteren gab es neben den Abteilungen einige Gruppen für spezielle Arbeiten. So wurden beispielsweise eigene Werkstätten für Pumpen- und Heizkesselreparaturen eingerichtet.

### Weitere Anlagen

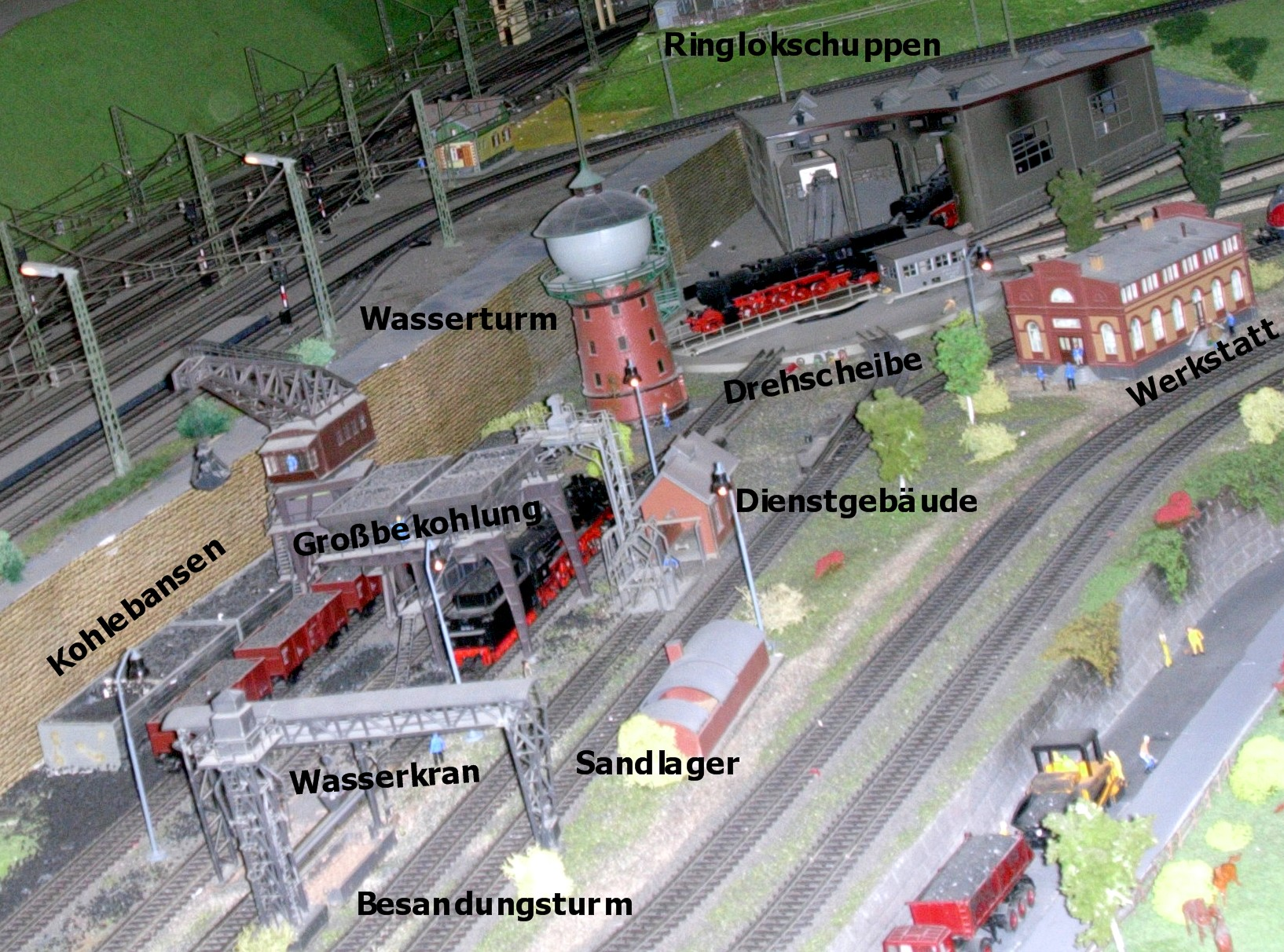
Modell eines Bahnbetriebswerks

Zu einem Bahnbetriebswerk gehörten neben den Betriebsanlagen auch Sozialräume (Dusch- und Waschgelegenheiten, Aufenthaltsräume für das Bahnbetriebswerk- und Lokomotivpersonal, Schlafmöglichkeiten für das Lokomotivpersonal und in größeren Bahnbetriebswerken eine Kantine). Da ein Bahnbetriebswerk oft über umfangreiche Gleisanlagen verfügte, war ihm oft ein eigenes Stellwerk zugeordnet, von dem aus der Handlungsablauf kontrolliert und dirigiert wurde.

## Verwaltung

### Arbeitsgruppen
Um eine Optimierung der Arbeitsabläufe zu erreichen, wurden einzelne Aufgabengebiete verschiedenen Arbeitsgruppen zugeteilt:
- Gruppe A: Verwaltungsangelegenheiten,
- Gruppe B: Lokomotivbetriebsdienst,
- Gruppe C: Lokomotivausbesserung,

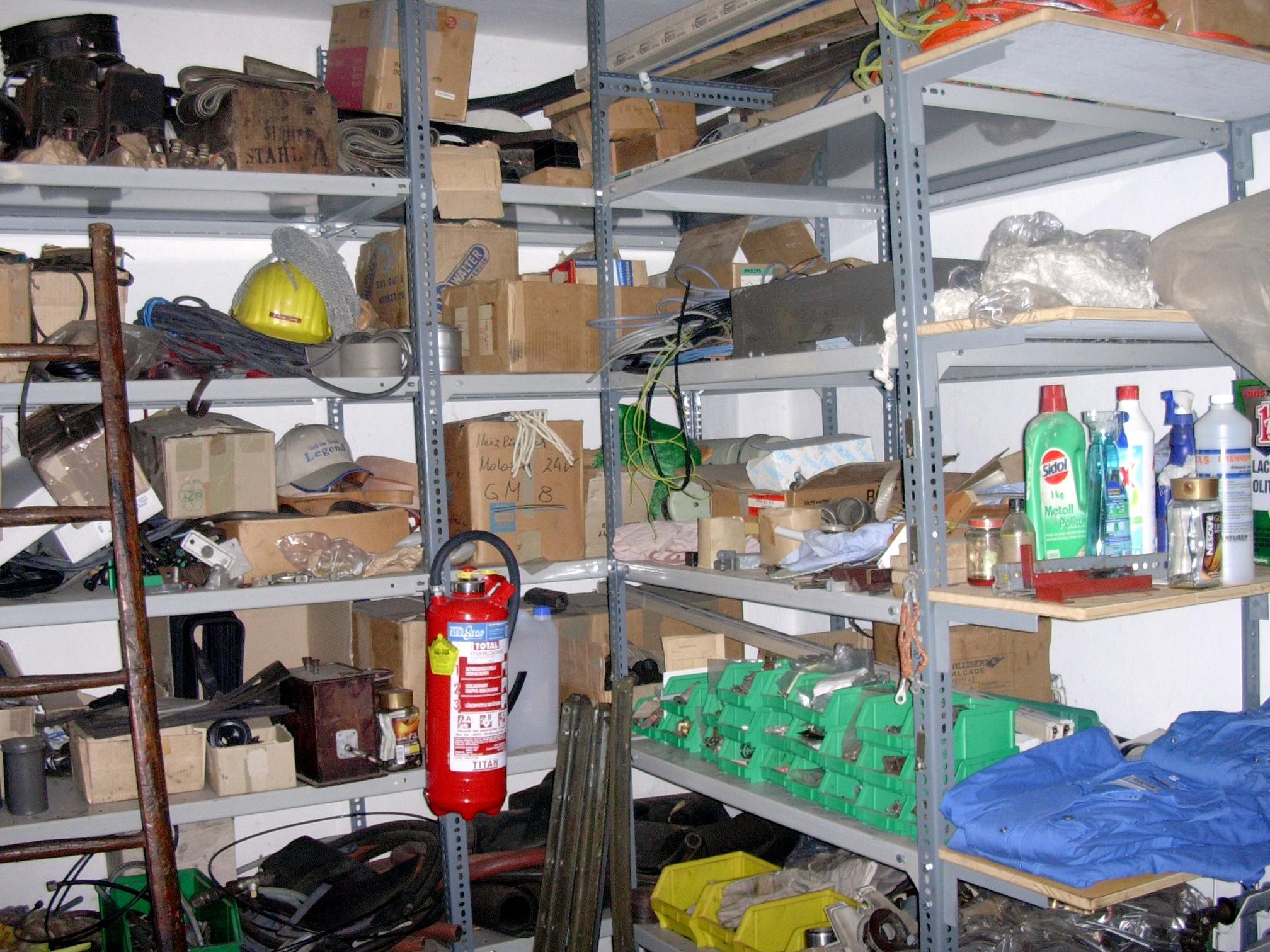
Ein Magazin, der Aufgabenbereich der Gruppe D

- Gruppe D: Wagenbetriebsdienst und Wagenausbesserung,
- Gruppe E: Maschinelle Anlagen,
- Gruppe F: Betriebsstofflager und
- Gruppe K: Kraftwagendienst.

Dieses System wurde sowohl von der Deutschen Bundesbahn als auch von der Deutschen Reichsbahn verwendet, die Reichsbahn hatte lediglich andere Namen für die Gruppen. Die Verwaltung funktionierte in Österreich ähnlich, auch hier waren die Arbeitsabläufe genau eingeteilt.
Gruppe A: Verwaltungsangelegenheiten
Die Gruppe A existierte im Regelfall nur in größeren Bahnbetriebswerken, da hier der Verwaltungsaufwand am größten war. Bei kleineren Dienststellen übernahm der Bahnbetriebswerk -Vorsteher diese Aufgaben, bei mittleren Betriebswerken wurden die Verwaltungsaufgaben hingegen auf die Gruppen B und C aufgeteilt. Die Gruppe A hatte eine Wirtschaftlichkeitsübersicht und eine Lokleistungsübersicht zu erstellen. Außerdem war sie für die gesamte Lohnabrechnung (Auszahlung der Brennstoffersparnis-Prämien und Bezahlung der Urlaubs- und Krankengelder) zuständig. Die Führung von Dienstleistungsbüchern und Lokdienstzetteln (einschließlich Laufleistungen und Brennstoffverbrauch des Rollmaterials) sowie die Überwachung des Energieverbrauchs und des Verbrauchs der Betriebsstoffe (besonders Kohle, Wasser und Gas) war ebenfalls Aufgabe dieser Gruppe.
Gruppe B: Lokomotivbetriebsdienst

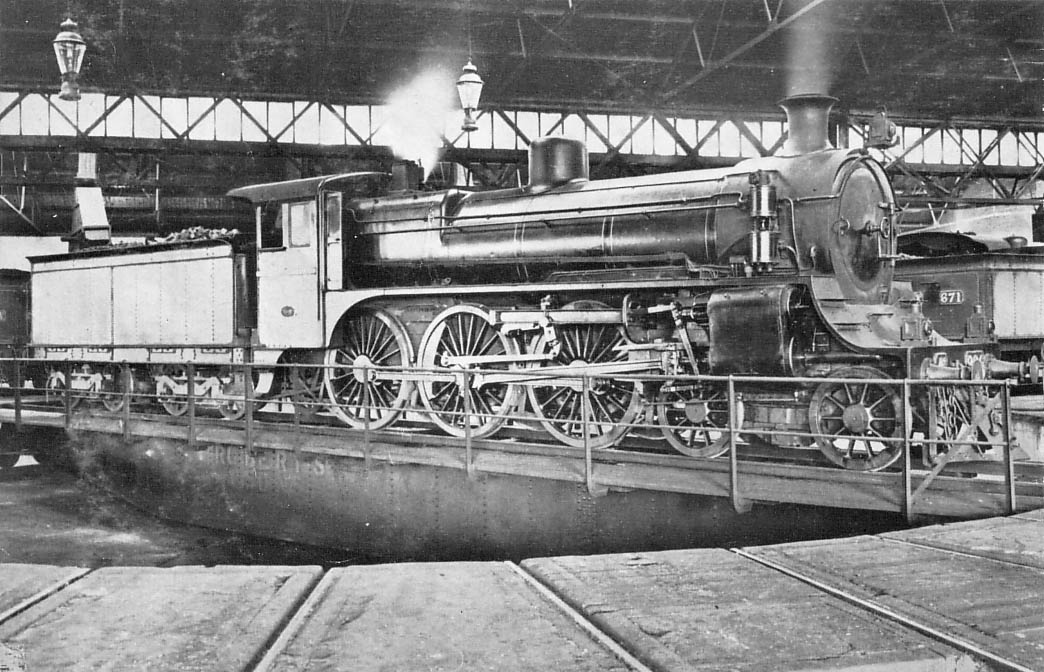
Lokomotiven, der Zuständigkeitsbereich der Gruppen B und C

Die Gruppe B war für den Lokomotivbetriebsdienst zuständig. Ihr stand ein Inspektor vor, dieser war meistens zugleich der Stellvertreter des Dienstvorstehers, der von verschiedenen Helfern und Lokdienstleitern unterstützt wurde. Die Aufgabe, Dienst- und Umlaufpläne zu erstellen, wurde später von sogenannten Technologen übernommen. Die meisten großen Bahnbetriebswerke besaßen zusätzlich einen Außenlokleiter und einen eigenen Diensteinteiler. Kleinere Betriebswerke übertrugen dem Lokdienstleiter die Aufgaben dieser Gruppe. Die Gruppe B, die bei der Deutschen Reichsbahn als Sektion Triebfahrzeug-Betrieb bezeichnet wurde, hatte sich um die Regelung aller Angelegenheiten des Lokomotiv- und Zuförderungsdienste zu kümmern. Des Weiteren gehörten Betriebsüberwachung der Triebfahrzeuge, Aufklärung von Fehlfunktionen und Störungen, Erstellung der Dienst- und Umlaufpläne, Einteilung von Personal und Maschinen, Kontrolle der Leistungsbücher, Einschulung von Personal, Führung aller Unterlagen und Versorgung und Betreuung aller Triebfahrzeuge (Anheizen, Bekohlen, Putzen) zu ihren Aufgaben.
Gruppe C: Lokomotivausbesserung
Die Leitung der Gruppe C – Lokomotivausbesserung – oblag ebenfalls einem Reichsbahn-Inspektor. Dieser war meistens der Stellvertreter des Dienstvorstehers, dem je nach Größe des jeweiligen Betriebswerks mehrere Werkmeister unterstellt waren. Diese Gruppe setzte sich aus mehreren Arbeitskolonnen (maximal 30 Angestellte) zusammen, die wiederum mehreren Werkführern unterstand. Die deutsche Reichsbahn bezeichnete diese Gruppe auch als Abteilung Triebfahrzeug-Unterhaltung. Die Gruppe C war für Durchführung von Ausbesserungs- und Unterhaltungsarbeiten, Übergabe von beschädigtem Rollmaterial an die Ausbesserungswerke, Bestellung von Ersatzteilen und Werkstoffen inklusive Verwaltung des Ersatzteilmagazins, Beobachtung neuer Baugruppen an Fahrzeugen, Bereitstellen eines Hilfszuges und Behebung von Störungen zuständig.
Gruppe D: Wagenbetriebsdienst und Wagenausbesserung
Die Gruppe D nahm eine Sonderrolle in den Betriebswerken ein, denn nicht jedes Bahnbetriebswerk besaß eine solche Abteilung. Kleinere Betriebswerke teilten die Aufgaben dieser Gruppe einer eigenen Meisterschaft der Gruppe C zu, die maximal 40 Angestellte hatte. Größere D-Gruppen wurden sowohl bei der Bundesbahn als auch bei der Reichsbahn in den 1950er Jahren in selbstständige Dienststellen zusammengefasst, die als Betriebswagenwerke bezeichnet wurden. War dies nicht der Fall, so stand der Gruppe D ein Reichsbahn-Inspektor vor, dem je nach Größe des Werkes bis zu drei Wagenmeister unterstellt waren. Dieser Bereich war für Prüfung von Schadberichten, Reparaturen von Schäden und Defekten, Kontrolle der Wagenmeister auf Bahnhöfen, Klärung von Betriebsunregelmäßigkeiten, Auffüllung der Gasfüll- und Desinfektionsanlagen für Waggons, Reinigung, Beleuchtung und Beheizung der Wagen, Unterhaltungs- und Ausbesserungsarbeiten, Zustellung von Waggons an Ausbesserungswerke, Bestellung von Ersatzteilen und Werkstoffen inklusive Verwaltung des Ersatzteilmagazins und Beobachtung neuer Baugruppen an Waggons verantwortlich.
Gruppe E: Maschinelle Anlagen

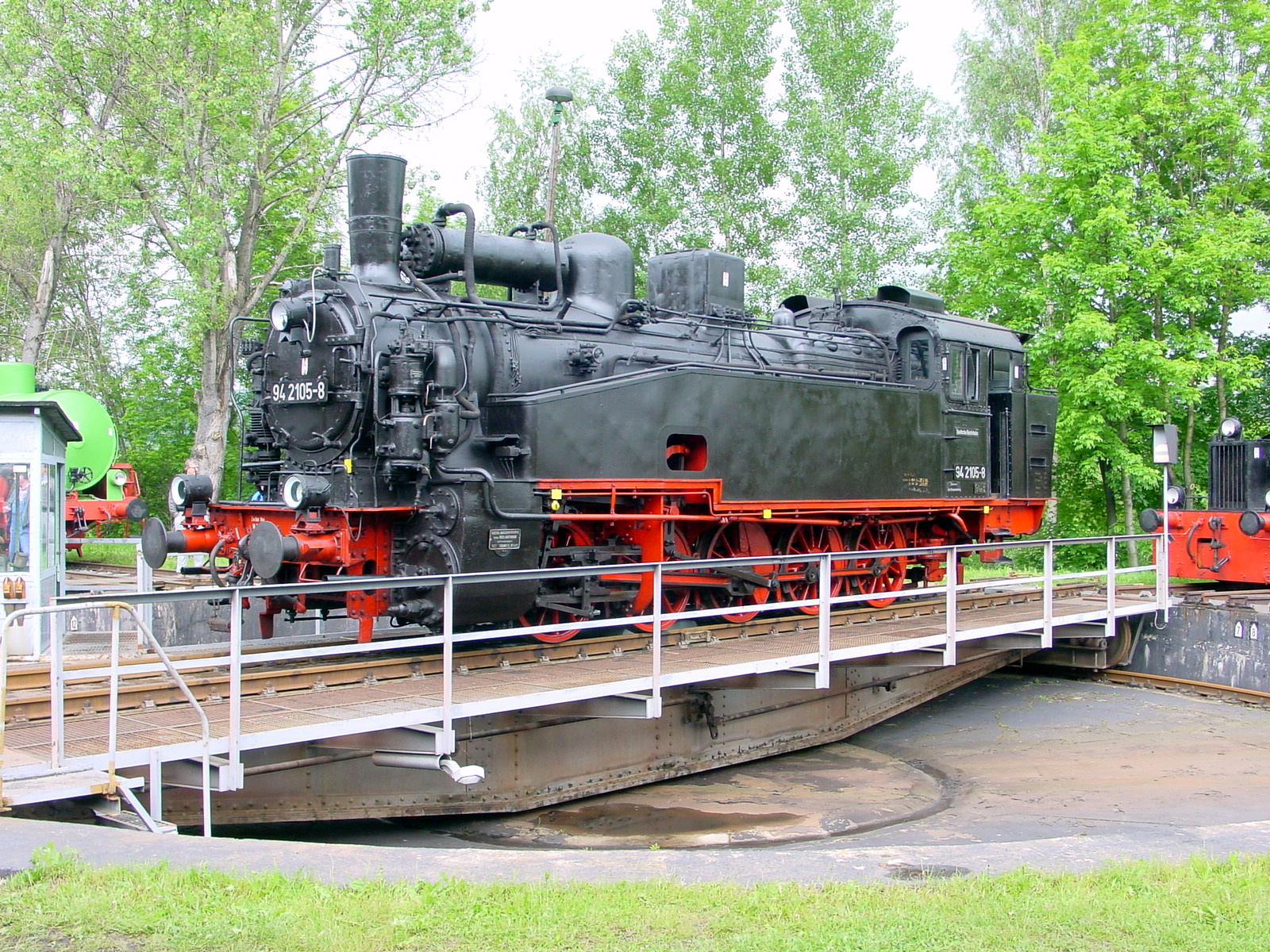
Maschinelle Anlagen, der Aufgabenbereich der Gruppe E

Die Zusammensetzung der Gruppe E hing von der Größe des jeweiligen Bahnbetriebswerks zusammen. Bei der DR wurde diese Gruppe als Abteilung „Technische Anlagen“ bezeichnet. Bei der Bundesbahn war diese Abteilung wiederum in zwei Untergruppen unterteilt. Bei mittleren und größeren Bahnbetriebswerken stand der Gruppe ein Reichsbahn-Inspektor vor. Bei kleineren Dienststellen setzte sich die Gruppe E aus maximal 20 Eisenbahnern zusammen – diese gehörten meistens der Gruppe C an. Diese Gruppe war für einen reibungslosen Betrieb ausschlaggebend. In ihren Aufgabenbereich fiel Betreuung der Gas-, Wasser-, Dampf- und Heizungsanlagen sowie der Bekohlungs-, Besandungs- und Ladeanlagen (die Krananlagen, Drehscheiben und Schiebebühnen fielen ebenfalls in ihr Aufgabengebiet), Wartung der elektrischen Anlagen, Wartung der Gleiswaagen und Gleisbremsen, Bestellung von Ersatzteilen und Werkstoffen inklusive Verwaltung des Ersatzteilmagazins und Unterweisung und Kontrolle der Maschinisten.
Gruppe F: Betriebsstofflager

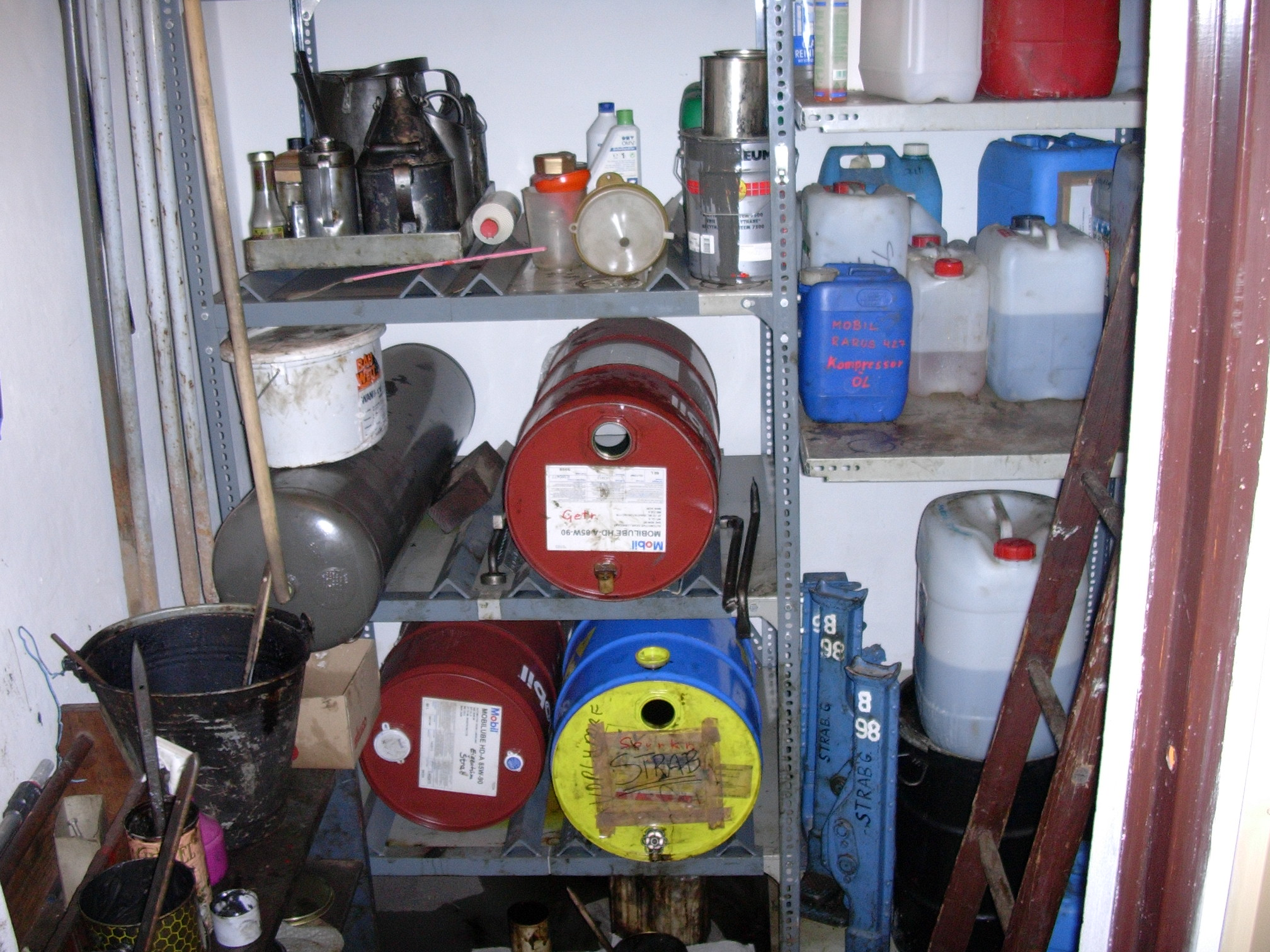
Ein kleines Betriebsstofflager

Größere Betriebswerke besaßen eine eigene Abteilung, die für das Betriebsstofflager zuständig war – die Gruppe F. Kleinere Dienststellen verteilten die Aufgaben dieser Gruppe auf die Gruppe A. Bei den Aufgaben der Gruppe F handelte es sich um Bestellung und Anlage von Brennstoffvorräten und Geräten, Führung des Gerätehauptbuches (eine Art Inventarverzeichnis) und Lagerung der Betriebsstoffe und Kontrolle der Lagerangestellten.
Gruppe K: Kraftwagendienst
Die Gruppe K wurde in den 1930er Jahren gebildet, es gab sie allerdings nur bei wenigen Bahnbetriebswerken. In den 1950er Jahren gliederten Reichs- und Bundesbahn die Gruppe K aus und wandelten sie schließlich in sogenannte Kraftwagenbetriebswerke um. Die Gruppe K unterstand einem Reichsbahn-Inspektor und hatte die Aufgaben Einsatz und Wartung der Kraftfahrzeuge, Überstellung von Kraftfahrzeugen an Ausbesserungswerke, Kontrolle und Verwaltung des Treibstofflagers und Kontrolle der Kraftfahrer zu erfüllen.

### Belegschaft
Die Belegschaft eines Bahnbetriebswerkes bestand aus einem Dienstvorsteher, den Aufsichtsbeamten, den Betriebsbeamten, den Handwerkern, den Betriebsarbeitern und den Verwaltungsangestellten. Der Chef eines Bahnbetriebswerks war der Dienstvorsteher – er hatte meistens eine maschinentechnische Ausbildung und war Ingenieur. Bei kleineren Dienststellen kam es oft vor, dass der dienstälteste Lokführer die Führung übernahm. Dem Dienstvorsteher oblag die Auswahl des Personals und er durfte auch Prüfungen abnehmen. Außerdem war er zugleich eine Art Sicherheitschef, denn er musste die Einhaltung von Sicherheits- und Arbeitsvorschriften überwachen; er war auch für die Sauberkeit des Betriebswerkes zuständig. Da fast alle Dienstvorsteher eine Lokführerausbildung hatten, mussten sie bei einem hohen Verkehrsaufkommen im Dienst aushelfen. Bei schweren Unfällen oder sonstigen Ereignissen hatte der Dienstvorsteher umgehend zu erscheinen.